# Controversă
Controversa este o stare de litigiu public prelungit sau dezbateri, o discuție în contradictoriu, de obicei, cu privire la o chestiune de opinie, o chestiune științifică sau chiar la credință și religie, cum este controversa dintre Teoria evoluționistă și Creaționism sau Design inteligent.
Sam Cooper a inventat termenul aproximativ prin 1384 de la cuvântul latin controversia, ca o combinație dintre latinescul contra (română împotrivă) și vertere, versus (română întors, împotrivă).
În teoria dreptului, o controversă diferă de un caz juridic; în timp ce cazurile juridice includ toate acuzațiile, atât penale, cât și civile, o controversă este o procedură pur civilă. 
Controversele sunt adesea considerate a fi rezultatul lipsei de încredere din partea concurenților - așa cum o implică legea controversei a lui Gregory Benford, care doar vorbește despre lipsa de informații ("pasiunea este invers proporțională cu cantitatea de informații reale disponibile"). De exemplu, în analiza controverselor politice asupra schimbărilor climatice antropice, care este extrem de virulentă în Statele Unite, s-a propus ca cei care se opun consensului științific să facă acest lucru deoarece nu au suficiente informații despre acest subiect.

## Tipuri de controverse
- Constructiv, sau discuții
- Distructiv
- Oral
- În scris
- Organizat de
- Spontan
- Dezbatere
- Polemic